# Murphy Valley
Das Murphy Valley gehört zu den Antarktischen Trockentälern im ostantarktischen Viktorialand. Das Hochtal liegt an der Nordostseite des Mount Booth im östlichen Abschnitt der Olympus Range. Nach Norden öffnet es sich zum Victoria Valley.
Das Advisory Committee on Antarctic Names benannte es 2004 nach dem US-amerikanischen Kartografietechniker Kenneth W. Murphy Jr. vom United States Geological Survey, der in den antarktischen Winterkampagnen 1981 und 1987 auf der Amundsen-Scott-Südpolstation zur Mannschaft für satellitenunterstützte Vermessungen gehörte.